# Monte Sarmiento (Schiff, 1924)
Die Monte Sarmiento (I) war ein 1924 in Dienst gestelltes Passagierschiff der deutschen Reederei Hamburg Südamerikanische Dampfschifffahrts-Gesellschaft (Hamburg Süd). Sie war das erste Schiff der Monte-Klasse und bei Indienststellung das größte Motorschiff der Welt.

## Das Schiff
Das 16.625 BRT große Motorschiff Monte Sarmiento war das erste der fünf Schwesterschiffe der Monte-Klasse, die Hamburg Süd in der zweiten Hälfte der 1920er Jahre in Dienst stellte und die den Passagier- und Frachtverkehr nach Südamerika und Fernost abdecken sollten. 
Das 159,7 Meter lange und 20,1 Meter breite Schiff wurde nach dem gleichnamigen Berg auf Feuerland benannt und lief am 31. Juli 1924 vom Stapel. Das Passagierschiff hatte zwei Masten, zwei Schornsteine und wurde von vier Dieselmotoren angetrieben, die auf zwei Propellern liefen und eine Höchstgeschwindigkeit von 14 Knoten ermöglichten. Das Schiff hatte eine Passagierkapazität von 1.328 in der zweiten und 1.142 in der dritten Klasse. Die Besatzung bestand aus insgesamt 280 Personen. Zur Ausstattung gehörten zwei Speisesäle, eine große Halle, ausgedehnte Promenadendecks, ein Rauchsalon sowie ein Lese- und Schreibsalon.
Die Monte Sarmiento war das erste deutsche Motorschiff mit einer Vermessung von über 10.000 BRT und zum Zeitpunkt der Indienststellung das größte Motorschiff der Welt. Am 12. November 1924 wurde sie fertiggestellt und drei Tage später lief sie in Hamburg zu ihrer Jungfernfahrt zum Río de la Plata aus. Zahlreiche Reisen zur südamerikanischen Ostküste folgten. Daneben war sie mit dem Schwesterschiff Monte Olivia vom Sommer bis zum Herbst 1936 für die KdF-Organisation in den Fjorden von Norwegen unterwegs.

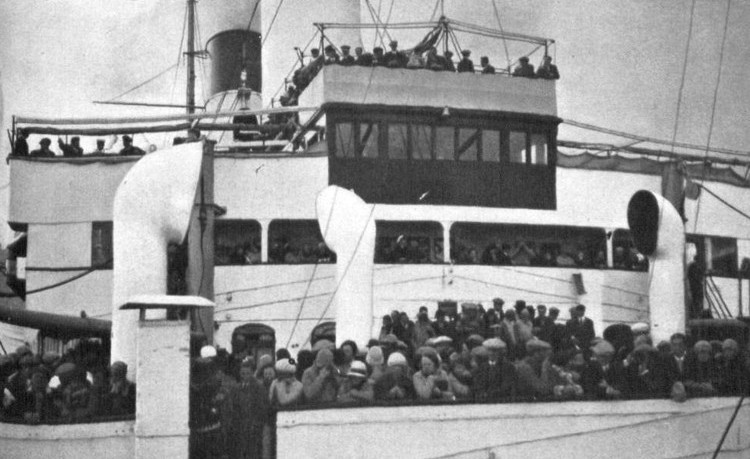
Die Trauerfeier für Kapitän Dreyer an Bord der Monte Sarmiento

Am 23. Januar 1930 ging das Schwesterschiff Monte Cervantes an der Südspitze Argentiniens unter, nachdem es am Vortag auf einen Felsen gelaufen war. Der Kapitän des Schiffs, Theodor Dreyer, kam dabei ums Leben. Die Trauerfeier für Kapitän Dreyer fand in Anwesenheit überlebender Passagiere und Besatzungsmitglieder an Bord der Monte Sarmiento statt.
Ab dem 21. Dezember 1939 diente das Schiff der deutschen Kriegsmarine als Wohnschiff in Kiel. Während eines alliierten Bombenangriffs am 26. Februar 1942 wurde die Monte Sarmiento getroffen, stark beschädigt und sank. 38 Besatzungsmitglieder kamen dabei ums Leben. 1943 wurde das Wrack gehoben, nach Hamburg geschleppt und verschrottet.